# 小鯛詩恩
小鯛 詩恩（こたい しおん、2005年〈平成17年〉3月8日 - ）は、日本の俳優、元アイドル（ジャニーズJr.）で、ジャニーズ事務所に所属していた。
大阪府出身。

## 来歴
小学5年生の時に大阪から千葉に引っ越す。小学生からダンスを始めていたが、知人にジャニーズ事務所を勧められ、調べたところ織山尚大の動画を発見。「こんなにダンスが上手い人がいるんだ」と思い、織山に会いたくてジャニーズ事務所に応募し、中学3年生だった2019年7月7日に入所する。
2023年4月、初の外部出演となる舞台『「椿説 三銃士」〜One for all, All for one?〜』でダルタニアン役として竹村実悟と共にW主演を務める。
同年7月、ジャニーズ事務所を退所した。

## 出演

### テレビドラマ
- 文豪少年!〜ジャニーズJr.で名作を読み解いた〜 第1話（2021年3月21日、WOWOW）[6]

### テレビ番組
- ジャニーズJr.ランド NEO（2023年4月28日 - TBSチャンネル1 / SPOOX）[7]

### 舞台
- ABC座 ジャニーズ伝説2019（2019年10月7日 - 29日、日生劇場）
- JOHNNYS' IsLAND（2019年12月8日 - 2020年1月27日、帝国劇場）
- ABC座2020 オレたち応援屋!! On Stage（2020年10月3日 - 28日、日本青年館）[8] - 城雅史 役
- JOHNNYS' IsLAND THE NEW WORLD(2022年1月1日 - 19日、帝国劇場）[9]
- 少年たち　あの空を見上げて（2022年9月11日 - 10月13日、新橋演舞場 / 10月28日 - 11月6日、御園座）[10] - 看守 役
- JOHNNYS' World Next Stage（2023年1月1日 - 26日、帝国劇場）[11]
- 『椿説 三銃士』〜One for all, All for one?〜（2023年4月28日 - 5月7日、ヒューリックホール東京 / 5月12日 - 14日、COOL JAPAN PARK OSAKA TTホール - 主演・ダルタニアン 役（竹村実悟とW主演）[4][12]

### その他
- 都市型観光バスツアー『WOW RIDE』東京タイムトリップ（2022年8月1日 - 10月30日） - 映像バスガイド[13][14]